# キム・リョンリン
キム・リョンリン（金 龍麟、朝鮮語: 김룡린、1936年 - 2015年6月20日までに死去）は、朝鮮民主主義人民共和国の俳優。
『三大人民俳優』の一人として知られている。

## 経歴
日本統治時代の咸鏡北道会寧郡（現・朝鮮民主主義人民共和国咸鏡北道会寧市）出身。高等学校卒業後鉱業や林業に従事し、平壌演劇映画大学俳優学部卒。その後様々な映画に出演し、1979年には人民俳優の称号を得て、映画『慈江道の人々』での活動により金日成賞を受賞した。